# Lila Schwarzenberg
Lila Schwarzenberg (* 16. Dezember 1968 als Anna Carolina Schwarzenberg, auch Anna Morgan, Lila Morgan) ist eine österreichische Filmproduzentin.

## Leben
Lila Schwarzenberg wuchs als Tochter des späteren tschechischen Politikers Karel Schwarzenberg und seiner Ehefrau Therese geb. Hardegg mit ihren beiden Geschwistern Johannes Nepomucenus (1967) und Karel-Filip (1979) im Schloss Obermurau in der Obersteiermark auf. Sie war nach eigenen Angaben in jungen Jahren drogenabhängig und bestahl ihre Familie, um ihre Sucht zu finanzieren. Ihr Vater organisierte einen Klinikaufenthalt für sie.
Sie studierte Film an der New York University und Völkerkunde und Medien an der Universität London. In London lebte sie mehr als 15 Jahre lang. Sie arbeitete als Regisseurin von Werbespots und Musikvideos, als Journalistin und als Produzentin in der Entwicklung und Produktion von TV-Formaten. Ihr Film Mein Vater, der Fürst (2022) ist ein persönliches Filmportrait über ihren Vater, an dem sie fünf Jahre lang arbeitete. Sie schrieb das Drehbuch und führte zusammen mit Lukas Sturm Regie. Zusammen mit ihm ist sie Geschäftsführerin der Produktionsfirma neulandfilm & medien mit Sitz in Wien.
Lila Schwarzenberg war von 1997 bis 2014 mit dem britischen Drehbuchautor Peter Morgan verheiratet. Aus der Ehe gingen fünf Kinder hervor. Die Familie lebte bis 2006 in Battersea und danach in Wien.